# Heesen (Hilgermissen)
Heesen ist ein Ortsteil der Gemeinde Hilgermissen (Samtgemeinde Grafschaft Hoya) im niedersächsischen Landkreis Nienburg/Weser.

## Geografie und Verkehrsanbindung
Der Ort liegt südwestlich des Kernortes Hilgermissen und nördlich von Hoya an der Landesstraße L 331. Südöstlich und östlich des Ortes fließt die Weser, westlich – auf dem Gebiet der Gemeinde Hoyerhagen – erstreckt sich das 56 ha große Naturschutzgebiet Hägerdorn.

## Baudenkmale
In der Liste der Baudenkmale in Hilgermissen sind für Heesen fünf Baudenkmale aufgeführt.:
- zwei Wohn- und Wirtschaftsgebäude:
  - Wohn- und Wirtschaftsgebäude Heesen 10, Hallenhaus in Fachwerk aus der Mitte des  Mitte des 19. Jahrhunderts
  - Wohn- und Wirtschaftsgebäude Heesen 13 Hallenhaus in Fachwerk vom Ende des 18. Jahrhunderts
- drei Speicher (Heesen 10 a, Heesen 11 (zwei))